# 赤いリボン
赤いリボン有限会社（あかいりぼん）は北海道岩見沢市に本社を置く菓子メーカー。メープルシロップやメープルシュガーを使った製品に力を入れている。

## 主な製品
- めーぷるの樹
- カエデの森の散歩道
- メープルリーフパイ
- べつかいの牛乳屋さんとろとろプリン
  - べつかい乳業興社との共同開発。
- リッカワインバウムクーヘン
  - 宝水ワイナリーとの共同開発。
- 北の酒造　日本酒ゼリー
  - 小林酒造との共同開発。

## 店舗
- 本店
- 札幌三越店
- イオン岩見沢店
- めーぷる倶楽部春日店
  - イートインスペース・喫茶店併設。

## 周辺
- 岩見沢警察署
- 岩見沢市立南小学校
- 岩見沢市温水プール